# GBS Bauart 1920
Als Bauarten 1920/21 wird eine Serie von 103 Trieb- und 138 Beiwagen der Berliner Straßenbahn bezeichnet. Die auch als „HAWA-Wagen“ bekannten Fahrzeuge wurden ab 1934 als TF 20/29 beziehungsweise B 21 geführt. Sie waren von 1915 bis 1961 (West-Berlin) beziehungsweise 1969 (Ost-Berlin) im Einsatz.

## Geschichte
1914 bestellte die Große Berliner Straßenbahn (GBS) bei der Hannoverschen Waggonfabrik (HAWA) die neuen Wagen. Obwohl die Wagen nicht die ersten bei der HAWA bestellten Wagen für Berlin waren, bürgerte sich ab den 1920er Jahren die Bezeichnung „HAWA-Wagen“ ein.
1915 wurden die ersten beiden Beiwagen mit den Nummern 158II und 159II an die GBS ausgeliefert. 1918 folgten vier weitere Wagen (172II–175II). 1919 lieferte die HAWA die ersten drei Triebwagen aus (3227–3229). 1920 ging die GBS mit diversen anderen Gesellschaften Berlins und der Vororte in der Berliner Straßenbahn auf. Diese setzte die Bestellung der Wagen fort. In den Jahren 1920 und 1921 erfolgte die Auslieferung von 100 weiteren Triebwagen sowie 132 Beiwagen. Sie erhielten die Nummern 5503 bis 5602 beziehungsweise 1291 bis 1422. Die zuvor ausgelieferten Triebwagen erhielten die neuen Nummern 5500 bis 5502, die sechs Beiwagen die Nummern 1285 bis 1290.
1928 und 1929 erfolgte eine erste Modernisierung aller HAWA-Triebwagen von der Nationalen Automobil-Gesellschaft im ehemaligen Betriebshof in der Köpenicker Landstraße durchgeführt. Dabei erhielten die Wagen die typischen Berliner Einheitsplattformen. Die Beiwagen blieben hingegen unverändert.
Ab 1934 wurden die Triebwagen gemäß dem neu eingeführten BVG-Typenschlüssel als TF 20/29 – Fahrgestell-Triebwagen, Baujahr 1920, Umbaujahr 1929 – geführt. Die Beiwagen wurden unter dem Kürzel B 21 – Beiwagen, Baujahr 1921 – geführt. 
Der Triebwagen 5534 wurde bereits 1936 vermutlich nach einem Unfall ausgemustert. Im Zweiten Weltkrieg wurden viele Wagen mit Schleppvorrichtungen zum Ziehen von LKWs versehen. Durch Bombenangriffe auf Straßen und Depots gingen insgesamt 20 Trieb- sowie 30 Beiwagen verloren. Bei 24 Trieb- und sechs Beiwagen lohnte sich nach dem Krieg ein anschließender Wiederaufbau nicht mehr, so dass 58 Trieb- und 102 Beiwagen zur Verfügung standen. Einige Fahrgestelle der zerstörten oder beschädigten Triebwagen wurden zum Aufbau von Güterloren sowie den Verbandswagen vom Typ TF 50 verwendet.
Nach der Verwaltungstrennung der seit 1929 bestehenden BVG in eine West- und Ost-Verwaltung verblieben 50 Trieb- und 65 Beiwagen bei der BVG-West, acht Trieb- und 37 Beiwagen bei der BVG-Ost.
Nach Kriegsende wurden die Wagen zunächst notdürftig repariert. Bei der BVG-West wurden die Wagen bis 1954 aus dem Personenverkehr gezogen, einige Wagen wurden zu Salzloren oder Arbeitswagen umgebaut. In dieser Form blieben einige Wagen bis zur Einstellung der West-Berliner Straßenbahn im Jahr 1967 im Einsatz. Bei der BVG-Ost stellten vor allem die Triebwagen eine Splittergattung dar, daher verkaufte die BVG sechs Wagen nach Potsdam, die beiden anderen nach Dessau. Dort blieben die Wagen bis 1961 beziehungsweise 1964. Die in Berlin verbliebenen Beiwagen wurden bis 1969 im Fahrgastverkehr eingesetzt, ein Großteil wurde für den Umbau zu Rekowagen herangezogen.
Der Beiwagen 1420 ist als historisches Fahrzeug beim Denkmalpflege-Verein Nahverkehr Berlin erhalten geblieben.

Arbeitswagen A387 (ex 5502) als Reklamewagen auf dem Ostpreußendamm, 1963
Salzwagen S114 (ex 1330) im Betriebshof Schöneberg, 1964
Güterlore G377 entstand auf dem Fahrgestell eines Hawa-Wagens, hier mit A115 in der Chausseestraße, 1961

## Technik
Die Triebwagen waren auf Fahrgestellen angeordnet. Die Wagenkastenlänge betrug zunächst 10.000 Millimeter bei den Trieb- und 10.050 Millimeter bei den Beiwagen bei einem Achsstand von drei Metern. Die Wagen besaßen geschlossene Plattformen an den Wagenenden, wo sich die Türen befanden. Diese waren als Umsetztüren ausgeführt. Zwischen den Türen waren vier große Fenster angeordnet. In den Triebwagen waren 23 Sitzplätze und 41 Stehplätze angeordnet. Die Plätze waren in Querrichtung angeordnet.
1928/29 erfolgte eine größere Modernisierung der Wagen. Sie erhielten die Berliner Einheitsplattformen, wodurch sich die Wagenkastenlänge der Triebwagen um einen Meter verlängerte. Auf den Dächern wurden Zielschilder und Liniennummernkästen angebracht, wie es bei anderen Baureihen bereits der Fall war. Am hinteren Wagenende wurden die einfachen Umsetztüren durch einen Doppeleinstieg ersetzt, wobei je eine Wagentür für den Ein- und Ausstieg vorgesehen war. Die Leermasse stieg dadurch von 12,6 auf 14 Tonnen an.
Die Wagen wurden von zwei Gleichstrom-Reihenschlussmotoren des Typs US 351 der AEG mit einer Leistung von je 39,6 Kilowatt angetrieben. Als Fahrschalter diente damals gängige FB 3 mit elf Anfahr- und sieben Bremsstufen. Als Bremse diente eine elektrische Kurzschlussbremse, als Feststellbremse wurde eine Handhebelbremse verwendet.